# Satya Nadella
Satya Nadella (télugu: సత్య నాదెళ్ల), (Hyderabad, Andhra Pradesh, India, 19 de agosto de 1967) es un ingeniero electricista, informático y administrador de empresas estadounidense de origen indio. Empezó a trabajar como ingeniero en la empresa informática Sun Microsystems y lleva en Microsoft desde 1992, donde ha ocupado numerosos cargos.
El 4 de febrero de 2014, el Consejo de Administración de Microsoft lo eligió como nuevo consejero delegado de Microsoft, en sustitución de Steve Ballmer, y presidente del consejo de administración de la empresa a partir de 2021.

## Biografía

### Primeros años
Nacido en la ciudad india de Hyderabad del estado de Andhra Pradesh en 1967, cursó sus estudios primarios y secundarios en la Escuela Pública Hyderabad del distrito de Begumpet. Seguidamente entró en la Universidad de Manipal, donde se licenció en Ingeniería Eléctrica. Posteriormente, se trasladó con su familia a Estados Unidos, siendo allí donde obtuvo una maestría en Ciencias de la computación por la Universidad de Wisconsin–Milwaukee y una Maestría en administración de negocios por la Universidad de Chicago en la University of Chicago Booth School of Business.

### Microsoft
Tras finalizar sus estudios universitarios, trabajó como ingeniero técnico en Sun Microsystems. En 1992, se incorporó a Microsoft Corporation como Vicepresidente de la División Empresarial y Vicepresidente de Investigación y Desarrollo (I+D) de la División de Servicios en Línea. Posteriormente, ocupó el cargo de Presidente de la División de Servidores y Herramientas. Dirigió la integración de Microsoft SQL Server de Windows Server 2012, Microsoft Visual Studio para la computación en la nube de Microsoft Azure, que alcanzó en 2013 unos ingresos de más de veinte millones de dólares.
Antes de ser nombrado consejero delegado de la empresa, era vicepresidente de Microsoft y vicepresidente ejecutivo del grupo de computación en la nube.
Tras la dimisión de Steve Ballmer, Nadella es el nuevo consejero delegado de Microsoft.

#### Alianzas
Los primeros días de Nadella como consejero delegado decidieron cambiar el rumbo de la empresa. También ha destacado la apertura para trabajar con empresas tecnológicas con las que compite, como:
- Apple: en cuanto la mejora del rendimiento de las aplicaciones Office para los sistemas macOS y iOS.[4]
- Salesforce.com: Microsoft y Salesforce se comprometieron a mejorar los servicios en la nube.[5]
- IBM: para mejorar los servicios en la nube a base de software desarrollado por IBM y de Azure de Microsoft.[6]
- Dropbox para mejorar los equipos a la perfección en equipos de escritorio, en la web y en dispositivos móviles.[7]
- Linux: Microsoft se unió a Linux apuntando a la filosofía Open Source y en la utilización del sistema GNU/Linux en los servidores Azure, que Nadella proclamó «Microsoft ♥ Linux», lo que permitió a Microsoft unirse a la Fundación Linux como miembro Platinum en 2016.

Con las declaraciones de Nadella, Microsoft revisó su declaración de misión para «capacitar a cada persona y cada organización del planeta para lograr más».
Comparada con la de su fundador, Bill Gates, de «un PC en cada escritorio y en cada hogar ejecutando software de Microsoft», Nadella dice que es una misión duradera más que un objetivo temporal.
Su principal objetivo ha sido transformar la cultura corporativa de Microsoft en una que valore el aprendizaje y el crecimiento continuos. Ha citado el libro de Carol Dweck Mindset: La nueva psicología del éxito como inspiración para esta filosofía en torno a una «mentalidad de crecimiento».

#### Adquisiciones
El liderazgo de Nadella en Microsoft incluyó una serie de adquisiciones de alto perfil de otras compañías para redirigir el enfoque de Microsoft. Su primera adquisición importante fue de Mojang, una compañía de videojuegos sueco conocida por el juego popular Minecraft, un juego de construcción de mundo abierto, además de otros juegos infravalorados como Cobalt y Caller's Bane. Mojang fue adquirido a finales de 2014 por 2500 millones de dólares. Más tarde Microsoft seguiría adquiriendo más empresas como Revolution Analytics, VoloMetrix. Havok, Touchtype, Ltd. conocidos por fabricar los productos SwiftKey, Xamarin, LinkedIn Corporation, Maluuba, Simplygon Studios, International Software, AltspaceVR, Playfab, GitHub Inc. una de las empresas más grandes de código fuente y de Forja, Citus Data, Expresslogic y estudios de videojuegos como Ninja Theory, Playground Games, Compulsion Games, Undead Labs, Obsidian Entertainment, Inxile Entertainment, Double Fine Productions. El 21 de septiembre del 2020 compró ZeniMax Media, Inc. empresa matriz de Bethesda Softworks por 7.5 billones de dólares, tres veces lo que pagaron por adquirir Mojang por 2.5 billones de dólares el 15 de septiembre de 2014.
En los años transcurridos desde que se convirtió en el CEO de la compañía, se considera que Nadella ha tenido un buen desempeño, con acciones de Microsoft que se triplicaron en septiembre de 2018, con una tasa de crecimiento anual del 27 %.
En 2021, Nadella ha sido nombrado presidente de la junta de Microsoft.

## Vida personal
En 1992, Nadella se casó con Anupama, la hija de la compañera del Servicio Administrativo Indio de su padre y era una compañera de escuela. Ella era su estudiante júnior en Manipal persiguiendo un B. Arch en la Facultad de Arquitectura. La pareja tiene tres hijos, un hijo y dos hijas, y vivió en Clyde Hill y Bellevue, Washington.
Nadella es un ávido lector de poesía americana e india. Él también tiene la pasión por el cricket, habiendo jugado en un equipo de su escuela.

### Autor
Nadella es autor de un libro titulado «Hit Refresh» que explora su vida, su carrera en Microsoft y cómo cree que la tecnología dará forma al futuro. Anunció que las ganancias del libro irían a Microsoft Philanthropies y, a través de ellas, a organizaciones sin fines de lucro.

## Reconocimientos y Premios
En 2018, Comparably lo llamó el mejor CEO de una gran empresa en los Estados Unidos, citando comentarios anónimos de empleados de Nadella.
En 2019, Nadella fue nombrado como Persona del Año el Financial Times y Empresario del Año por la revista Fortune
En 2020, Nadella obtuvo el premio como icono empresarial indio global en los premios India Bussines Leader Awards de CNBC-TV18 en Mumbai.

## Condecoración
- Premio Padma Bhushan, Collar, otorgado por el Gobierno de la India en 2022, el tercer premio civil más alto del país.